# فرودگاه کارلسروهه/بادن-بادن
فرودگاه کارلسروهه/بادن-بادن (به آلمانی: Flughafen Karlsruhe/Baden-Baden) (همچنین به Baden Airpark معروف است) یک فرودگاه همگانی در ۱۲ کیلومتری غرب بادن-بادن در کشور آلمان با کد یاتا FKB است که یک باند فرود آسفالت به طول ۳۰۶۰ متر دارد. این فرودگاه در ارتفاع ۱۲۴ متری از سطح دریا واقع شده‌است.